# انیس زواوی
انیس زواوی (انگلیسی: Anis Zouaoui؛ زادهٔ ۷ فوریهٔ ۱۹۹۲) بازیکن هندبال اهل قطر است.